# Activa Sistemas
Activa Sistemas es una empresa cooperativa andaluza del sector de la tecnologías de la información y la comunicación. Su especialidad es la creación, adaptación, implantación y formación en software libre.
Para ello cuenta con su propia distribución GNU/Linux, ASLinux Desktop, que distribuye gratuitamente en su sitio web corporativo.